# Rudník (district de Myjava)
Rudník est un village de Slovaquie situé dans la région de Trenčín.

## Histoire
La première mention écrite du village date de 1955.

## Démographie

### Évolution de la population
| Année:               | 1994. | 2004.    | 2014.   | 2024.   |
| -------------------- | ----- | -------- | ------- | ------- |
| Nombre de personnes: | 872   | 728      | 798     | 838     |
| Différence:          |       | -16,51 % | +9,61 % | +5,01 % |

| Année:               | 2023. | 2024.   |
| -------------------- | ----- | ------- |
| Nombre de personnes: | 845   | 838     |
| Différence:          |       | -0,82 % |